# Яздовиці
Яздовиці (пол. Jazdowice) — село в Польщі, у гміні Слабошув Меховського повіту Малопольського воєводства.
Населення — 117 осіб (2011).
У 1975-1998 роках село належало до Келецького воєводства.

## Демографія
Демографічна структура станом на 31 березня 2011 року:
|          | Загалом | Допрацездатний вік | Працездатний вік | Постпрацездатний вік |
| -------- | ------- | ------------------ | ---------------- | -------------------- |
| Чоловіки | 55      | 11                 | 35               | 9                    |
| Жінки    | 62      | 13                 | 33               | 16                   |
| Разом    | 117     | 24                 | 68               | 25                   |